# 智異山
智異山（チリさん 朝: 지리산 英: Jirisan）は、大韓民国南部の全羅南道・全北特別自治道・慶尚南道にまたがる、小白山脈の南端に位置する山並の総称。国内で最も標高が高い済州島の漢拏山に次いで二番目に高い山であり、離島を除いた韓国本土の最高峰。智異山国立公園に指定されている。

## 概要
白頭山に発し太白山脈から小白山脈へと続く気の流れ（白頭大幹）がこの峰に昇るとされ「頭流山」とも呼ばれる。100を超える多くの峰々から構成され、天王峯（標高1,915m）を主峰とし、般若峰（標高1,732m）、老姑壇（標高1,507m）を合わせて三大峰と呼ぶ。2002年には国際連合が定めた国際山岳年を記念し、山林庁は100大名山を選定、この中に智異山も名を連ねることとなった。
智異山一帯はかつて山岳信仰の聖地であった。智異山に存在した山神智異山聖母が八道ムーダンの祖先とも高麗の太祖王建の母ともいわれる。また仏教の聖地ともされており、古くは三国時代から、最近では李氏朝鮮時代に排斥された仏教寺院が智異山に寺基を求めた。韓国三大寺院に数えられる華厳寺のほか、燕谷寺・双磎寺・松広寺・実相寺などが多くの参拝客を集めている。
一部の山は韓国軍及びアメリカ軍のレーダー基地が設置されており、一般人の立ち入りが規制されている。韓国軍による山岳訓練にも使われているため、登山中に行軍部隊と遭遇したり、パラシュート降下訓練が見られることもある。

## 自然
1967年には韓国初の国立公園(智異山国立公園)に認定されており、大規模な開発は規制されている。韓国最大の面積を持つ山岳型国立公園となっている。人馬を寄せ付けない智異山の地形が幸いし、現在も多くの自然林が残されている。韓国では数少ないツキノワグマをはじめ、多くの貴重な植物や生物が生息している。その数は4,989種に及ぶ。

## 天王峰登山案内
古くから登山のメッカとして知られ、多くの登山客で賑わう。登山客に対する施設も充実しており、各地に点在する「待避所」と呼ばれる山小屋では休憩や宿泊も可能で、売店で食料品を買うこともできる。近年は日本をはじめとした外国人登山客も訪れている。距離的にはむしろ釜山に近い位置にあるが、首都ソウルから登山口まで直通高速バスの便が多く、ソウルからの登山も比較的容易である。ここでは、2つのコースを紹介する。

### 中三里コース
毎週末前日のみ、ソウルの南部バスターミナル（同名の地下鉄駅下車）から、23:30発の中三里行き直通バスが出る。高速バスは、満員となる場合があり、予約が望ましい。頂上の天王峰に到達するため最短ルートであるほか、途中まで「環境教育院」行きシャトルバスが利用できてその分標高を稼げるメリットがあり、多くの登山者に利用されている。バスは、午前３時頃に、中三里に到着。シャトルバスの乗り場は離れていて、国立公園管理所ゲート手前にあるので、徒歩約４０分の舗装道路の登りが必要。教会の横を通る細い道から、道路に入る。休日のシャトルバス「環境教育院」行きの始発は午前７時,料金2,000ウォン。乗り場のそばにベンチがあるので仮眠できる。登山口で大多数の客が降りる。ここの標高は約890ｍなので、約1,000mの標高差の登山となる。しばらく林道を進んでゲートをくぐると、なだらかな登りである。道は良く整備されており、階段や、渡河箇所には吊橋などがしっかり整備されていて歩きやすい。徒歩約２時間で、標高約1,320ｍの、シャトルバスを使わない中三里からの直登コースと合流する。ここには、避難小屋、休憩所、手洗い所などが整備され、法界寺という山寺が建つ。法界寺の入り口には水場がある。お寺は、登山道の奥になるが、一見の価値があるので、時間があれば立ち寄るといい。法界寺からは頂上までは急登が続く。危険箇所は基本的に階段になっているが、岩場もあり、ロープが設置されている。山頂付近は岩稜で、遠くから見ると一体どこを登るのかと思ってしまうが、登山道が巧みに付けられていて心配はいらない。法界寺から約２時間で、天王峰の石碑が建つ頂上（1,915m）に到達する。

### 白武洞コース
こちらも、ソウル南部バスターミナルから毎日複数本の直通バスが出ており、夜行便もある。また、近隣の都市である咸陽（ここへソウルからの直通高速バスはなく、全州で乗り換え）から、登山口までローカルバスもある。バス停の標高は約510mなので、標高差約1,400mの登山となる。舗装道路を直進すると、キャンプ場があり、ここを左折し登山道に入る。沢に沿った登山道は、一応階段状に整備されているものの、あまり行き届いておらず、ガレていて歩きにくいところも多い。約２時間登って汗をかいた標高1,120mのところに、ご褒美のような美味しい水の出る、チャム泉と呼ばれる水場がある。ここからさらに急登約１時間、標高1,300mのソチ峰で、稜線にとりつく。そのあとは比較的なだらかな稜線歩きとなり、標高1,499mの焼紙峰をまいて、約２時間で、標高1,660mの場基項待避所（山小屋）に着く。宿泊には、予約が必要。ここから天王峰には、稜線歩きとなる。小屋から急登してすぐの帝釈峰は、1950年代の朝鮮戦争の頃乱伐されて、枯れ木が無残な姿を晒している。これを巻くと、登山道は岩稜帯となるが、危険箇所には階段が大部分整備されている。しかし、岩場には歩きにくい箇所もある。待避所から約１時間半で、頂上に到達する。なお、このルートを下山に使う場合、終車時間が比較的早い。白武洞からソウル行き直通バスの終車は18:30、咸陽行きローカルバスの終車は19:40であり、これを逃すとタクシーか、翌朝まで登山口に足止めとなるので注意が必要。

## 抵抗の地として
歴史上、数々の事件における抵抗の地としても知られている。地理的にも山中に無数の登山路が発達し、韓国南部のいずれの地域にも面しているほか、深い谷や急峻な山並で構成される地形は、軍事戦略上も重要な地域である。
- 豊臣秀吉による文禄・慶長の役では、智異山中に潜む朝鮮軍が全羅道に出陣した小早川隆景（第6軍）らを苦しめた。
- 1894年に起きた甲午農民戦争では、蜂起した農民が山中にとどまり抵抗を続けたことで知られる。
- 1900年代初頭の日韓併合に至る大韓帝国末期には、抗日闘争の拠点となった。
- 1948年に起きた麗水・順天事件では、反乱部隊が山中に立てこもり、後の朝鮮戦争時にはパルチザンの拠点となった。
- 1951年に韓国陸軍第11師団によって居昌良民虐殺事件が起こされた。
- 朝鮮戦争時、韓国軍の反撃に遭った朝鮮人民軍兵士が立てこもったほか、朝鮮人民軍に呼応する市民が続き大規模なパルチザン抵抗を展開した。智異山は朝鮮戦争激戦地としても名を残している。現在、山麓に「智異山パルチザン討伐展示館」がある。

上記の事件をはじめとした数々の抵抗と虐殺の舞台ともなっており、抵抗拠点とされる遺跡の近くでは、今でも人骨が出土するといわれる。

## ギャラリー

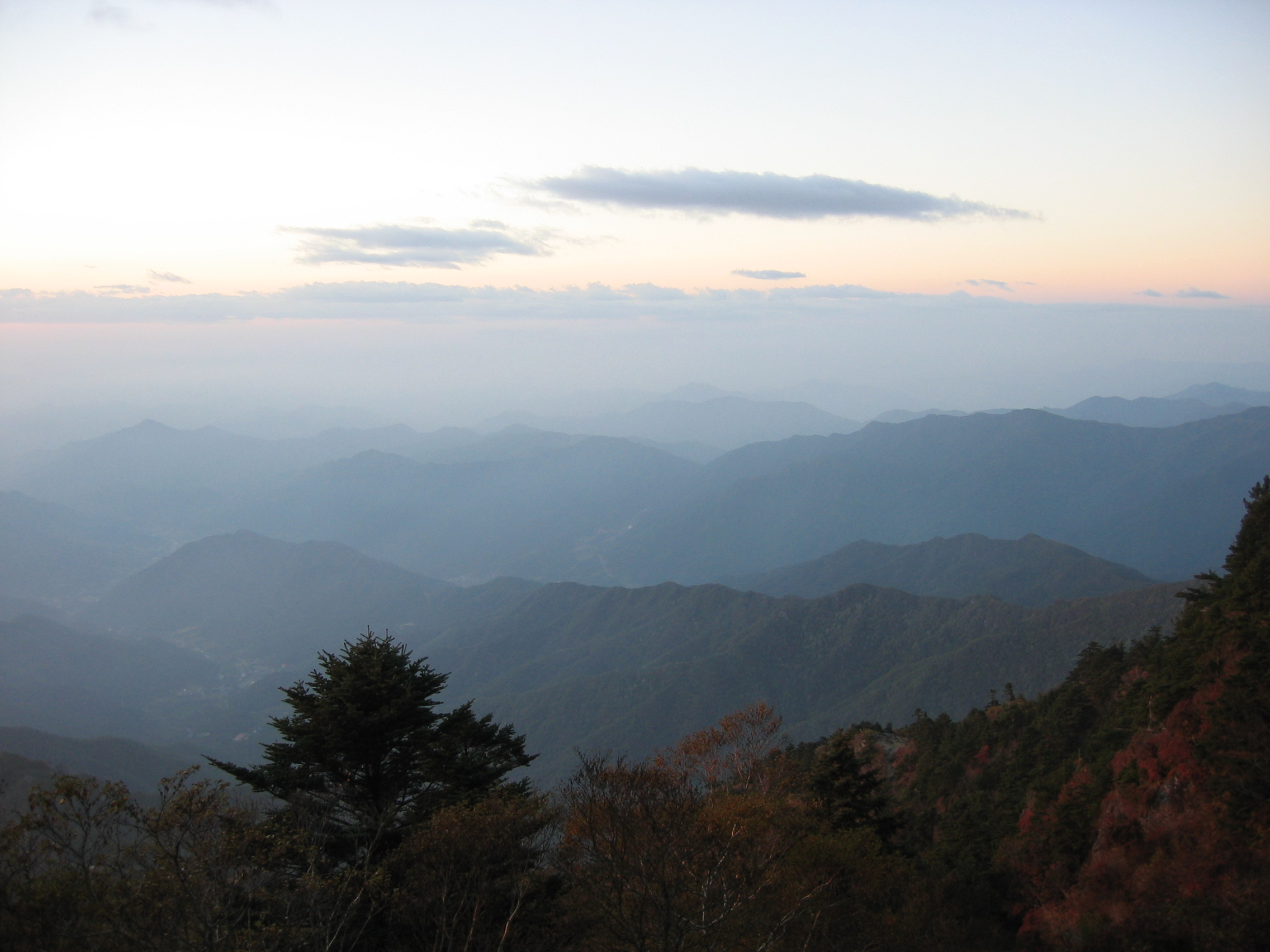
智異山国立公園
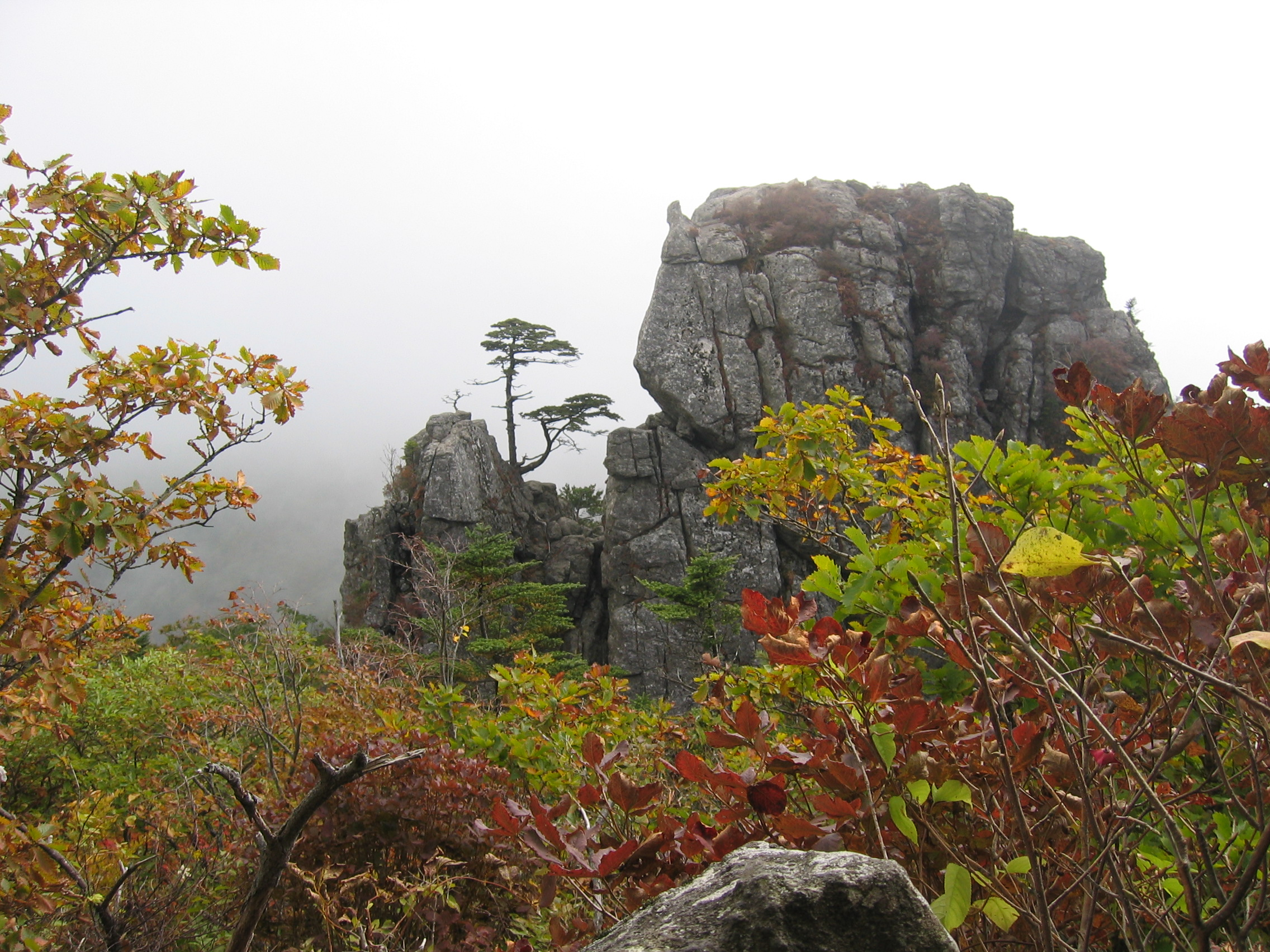
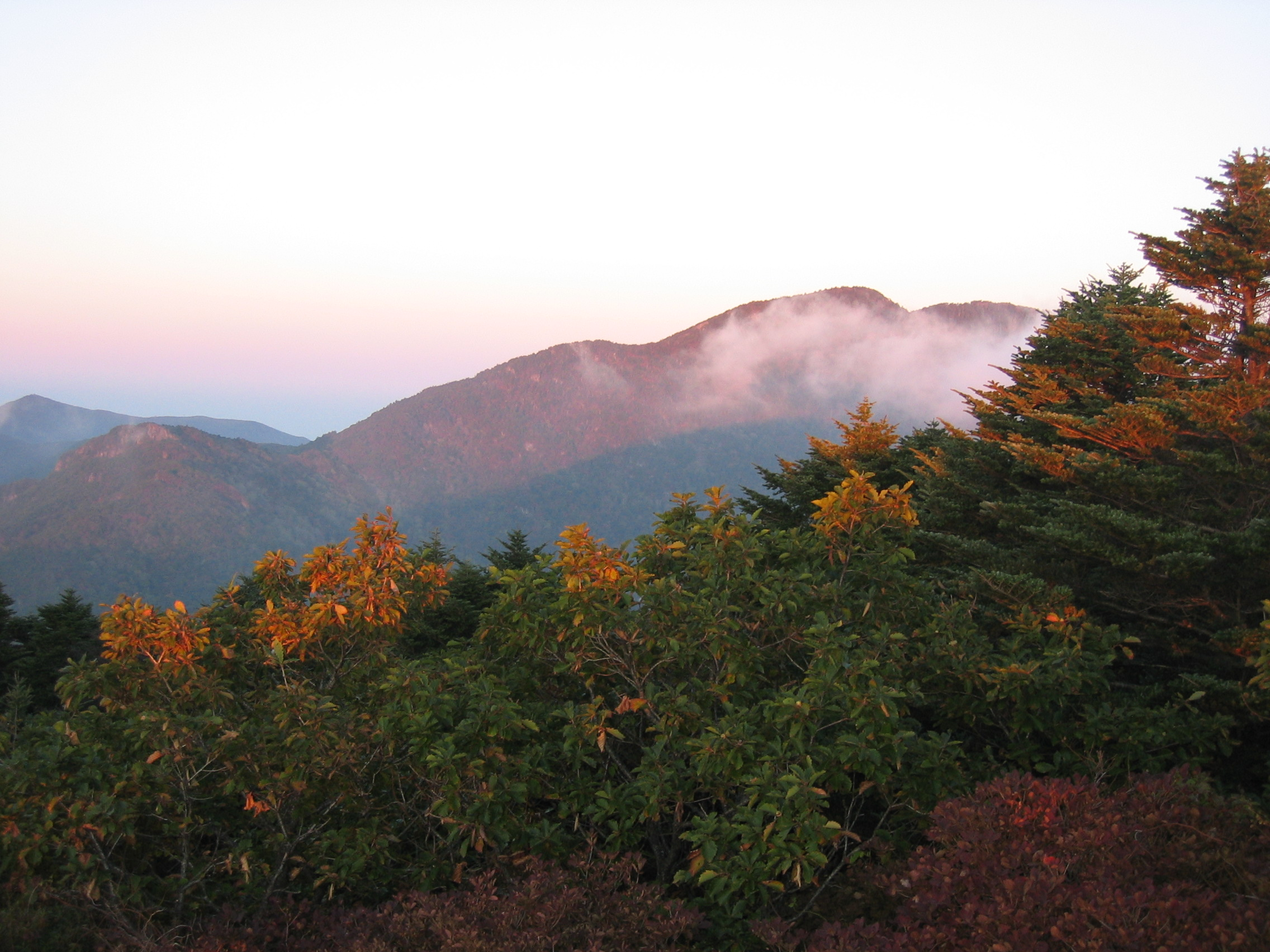
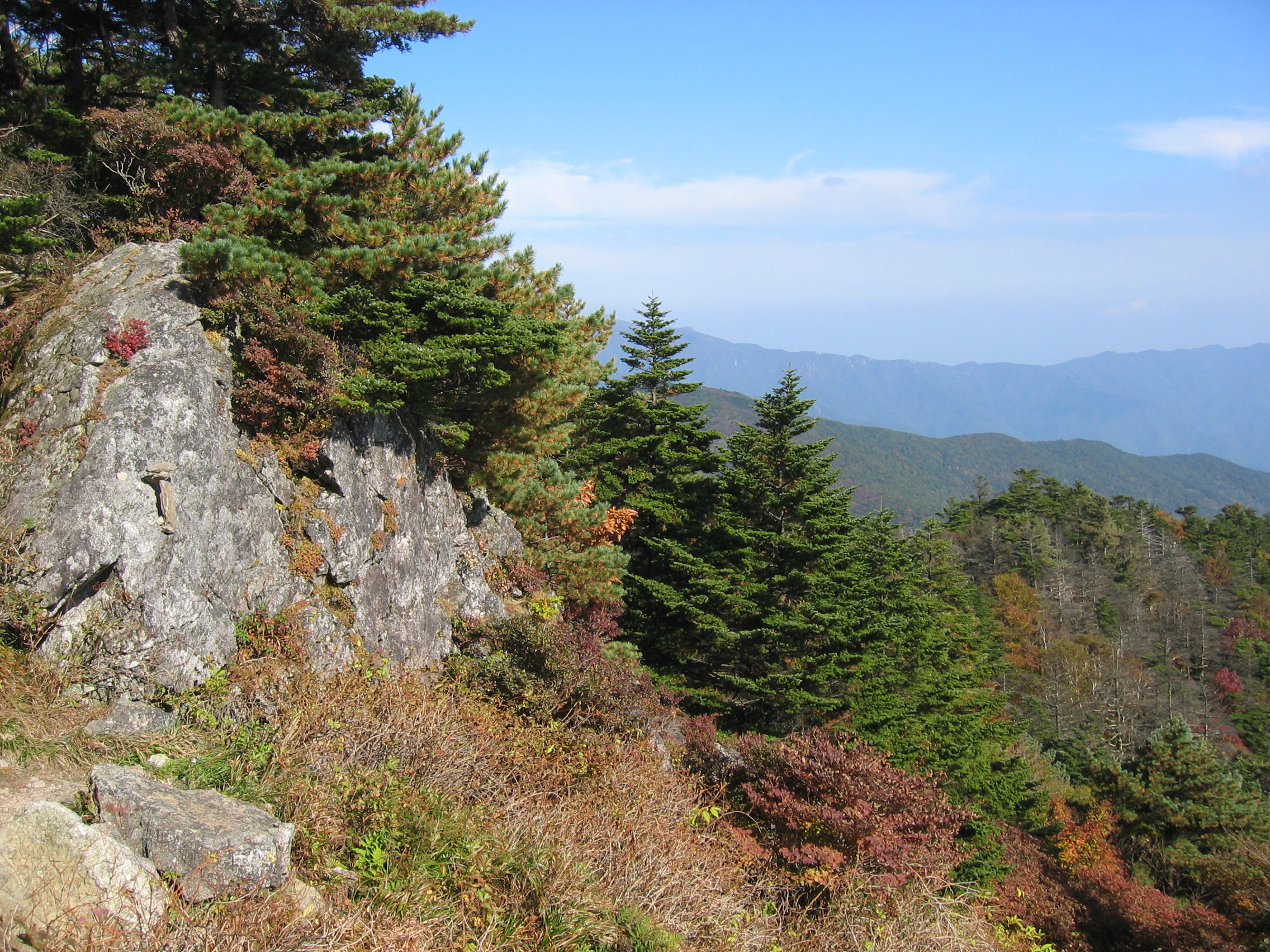
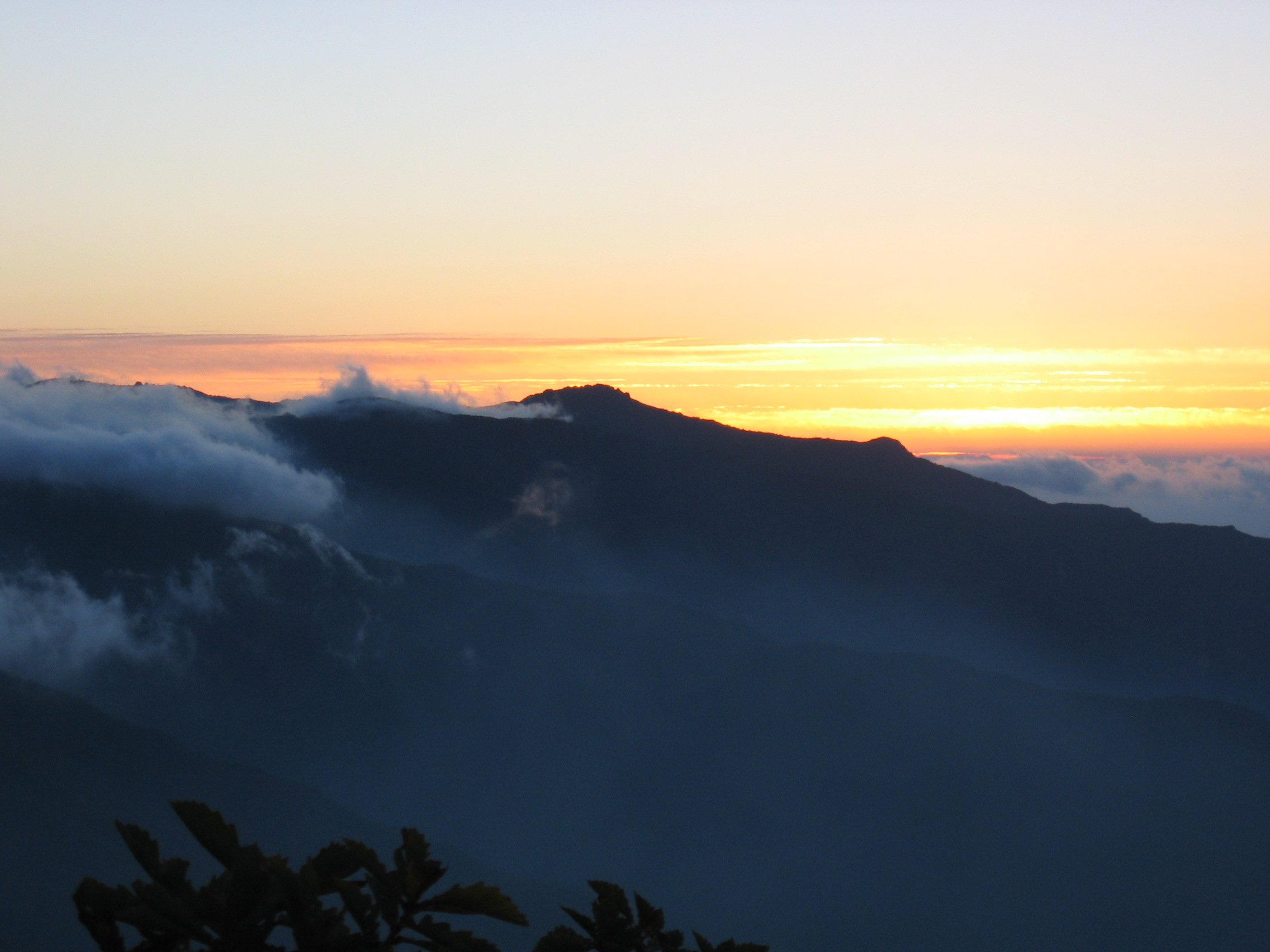